# Charles Rameau
Pour les articles homonymes, voir Rameau.
Charles Victor Chevrey-Rameau, dit Charles Rameau, né le 26 janvier 1809 à Paris et mort le 8 septembre 1887 à Versailles, est un homme politique français.

## Biographie
Après des études secondaires au collège Bourbon, il entre à la faculté de Droit de Paris et devient avocat en 1830. Il est avoué à Versailles de 1834 à 1870, devenant membre puis président de la Chambre de discipline des avoués, et président de la conférence des avoués des départements de France. 
Conseiller municipal de Versailles en 1846, il est élu maire par le conseil municipal le 5 septembre 1870. Cette élection organisée hors de tout cadre légal après la chute du second Empire (qui prévoyait la nomination du maire par le pouvoir), est confirmée trois semaines plus tard par le suffrage universel et l'est encore par le conseiller préfectoral exerçant les fonctions de préfet. Cette nouvelle position fait de Charles Rameau l'homme qui gère l'occupation de la ville par l'armée prussienne pendant le conflit de 1870-1871 : c'est lui qui accueille les premiers officiers le 18 septembre 1870 et parlemente avec eux pour établir les conditions de la capitulation de sa commune. Il doit organiser le logement des troupes et des hautes personnalités qui s'installent à Versailles, Paris étant occupé, notamment le roi de Prusse Guillaume Ier, son fils le Kronprinz Guillaume ainsi que le chancelier Bismarck. Il rencontre ce dernier à deux reprises, les 7 et 22 octobre 1870. La question des réquisitions entraîne cependant des tensions, et il est par deux fois symboliquement arrêté, le 24 octobre pour quelques heures et le 31 décembre pour plusieurs jours. C'est lui enfin qui, une fois l'occupation de la ville levée en vertu de l'armistice signé en janvier 1871, accueillera Adolphe Thiers et Jules Grévy (président de l'Assemblée nationale élue le 8 février, dite Assemblée de Bordeaux, et dont Rameau est lui-même l'un des députés) lors du transfert des autorités républicaines de Bordeaux à Versailles à la fin du mois de mars.
Député de Seine-et-Oise sans interruption de 1871 à 1885 (trois réélections), siégeant au groupe de la Gauche républicaine, il est membre de la commission des quinze, chargée d'épauler Thiers pendant la Commune. En 1874, le gouvernement de Broglie veut le destituer de sa place de maire, mais ne trouve personne pour le remplacer. En 1876, il est vice-président de la Chambre, et fait partie des 363 qui refusent la confiance au gouvernement de Broglie, le 16 mai 1877. 
il fut également administrateur du lycée de Versailles, et président de la Société de secours mutuels de la ville.
Il est fait chevalier de la Légion d'honneur le 5 septembre 1871.
Il est le père de Paul Rameau, député de Seine-et-Oise.

## Œuvres
On doit à Charles Rameau plusieurs publications sur des questions juridiques, essentiellement parues entre 1848 et la fin des années 1860, notamment De la justice pour les indigents (1849).

## Sources
- Notice dans le Dictionnaire de biographie contemporaine française et étrangère de Adolphe Bitard (Paris, Lévy, 1887)
- « Charles Rameau », dans Adolphe Robert et Gaston Cougny, Dictionnaire des parlementaires français, Edgar Bourloton, 1889-1891 [détail de l’édition] [texte sur Sycomore]
- Dossier de légionnaire consultable sur la base Léonore (archives de la Légion d'honneur)
- E. Delerot, Versailles pendant l'Occupation. Recueil de documents pour servir à l'histoire de l'invasion allemande, Versailles, Bernard, 1900, viii-496 p.